# Hydroxylradikal
En hydroxylradikal är en form av reaktiv syreradikal. Den skrivs som •OH, och kan anses som en oladdad form av hydroxidjonen. 
I kroppen kan •OH bildas från väteperoxid, H2O2, i närvaro av tvåvärt järn genom den så kallade fentonreaktionen (Fe2+ + H2O2 → Fe3+ + •OH + OH-). Hydroxylradikaler är mycket reaktiva och därmed också väldigt skadliga för kroppens mikrostrukturer. Det finns inget enzym som katalyserar nedbrytningen av hydroxylradikaler, dessa radikaler omhändertas istället av kroppens endogena antioxidanter, som glutation och melatonin. Hydroxylradikaler kan dessutom oskadliggöras av de dietära antioxidanterna, exempelvis vitamin E.